# Alseis floribunda
Alseis floribunda är en måreväxtart som beskrevs av Heinrich Wilhelm Schott. Alseis floribunda ingår i släktet Alseis och familjen måreväxter. Inga underarter finns listade i Catalogue of Life.